# Dolby TrueHD

Logotipo de Dolby TrueHD.

Dolby TrueHD es un códec (codificador/decodificador) de audio multicanal sin pérdidas desarrollado por Dolby Laboratories que se utiliza en equipos de entretenimiento domésticos tales  como reproductores de discos Blu-ray y receptores de Audio y Video (A/V). Es uno de los sucesores del códec de sonido envolvente Dolby Digital (AC-3), que se utiliza como estándar de audio para el formato DVD-Video. En esta aplicación, Dolby TrueHD compite con DTS-HD Master Audio, un códec sin pérdidas de DTS.
Dolby TrueHD utiliza la técnica de compresión de información Meridian Lossless Packing (MLP) como base matemática para comprimir segmentos de audio. MLP también se usa en el formato DVD-Audio, pero los detalles de Dolby TrueHD y el formato MLP Lossless como se usa en DVD-Audio difieren sustancialmente. Un flujo de bits Dolby TrueHD puede transportar hasta 16 canales de audio discretos. Se admiten profundidades de muestra de hasta 24 bits/muestra y frecuencias de muestreo de audio de hasta 192 kHz. Al igual que el códec más común Dolby Digital, los flujos de bits Dolby TrueHD contienen metadatos de programa. Los metadatos están separados del formato de codificación y las muestras de audio comprimido, pero almacenan información relevante sobre la forma de onda de audio y proporcionan control sobre el proceso de decodificación. Por ejemplo, la normalización del diálogo y la compresión del rango dinámico se controlan mediante metadatos integrados en el flujo de bits Dolby TrueHD. Del mismo modo, una transmisión Dolby TrueHD codificada con Dolby Atmos contiene metadatos para extraer y colocar los objetos en posiciones relevantes. Al igual que todos los códecs sin pérdida comprimidos, Dolby TrueHD es un códec de velocidad de bits variable.

## Disco Blu-ray
En la especificación del Blu-ray Disc, Dolby TrueHD es un códec opcional. Las pistas de audio Dolby TrueHD pueden alojar hasta 8 canales de audio discretos (7.1 surround) y 20 objetos de audio de 24 bits a 96 kHz o hasta 6 canales (5.1 surround) a 192 kHz. La tasa de bits máxima codificada es de 18 Mbit/s. Dado que Dolby TrueHD es un códec opcional, un flujo de bits Dolby Digital complementario (2.0 192 Kb/s o 5.1 448 Kb/s / 640 Kb/s) debe acompañar al flujo de bits Dolby TrueHD en discos Blu-ray. Los reproductores de disco Blu-ray interpretan esta combinación de dos flujos de bits de audio como una sola pista lógica de audio, y un reproductor de disco Blu-ray seleccionará automáticamente el flujo de bits Dolby Digital o Dolby TrueHD dependiendo de su capacidad de decodificación o flujo de bits.
Todos los reproductores de disco Blu-ray con capacidad Dolby TrueHD son capaces de decodificar la pista de audio Dolby TrueHD en un número arbitrario de canales más adecuados para la salida del reproductor. Por ejemplo, todos los reproductores compatibles con Dolby TrueHD pueden crear una mezcla de 2 canales (compatible con estéreo) a partir de una pista de audio fuente de 6 canales.
La aplicación Dolby TrueHD más popular es un códec de audio de alta definición para disco Blu-ray, aunque los primeros reproductores de Blu-ray no lo admitían. Todos los reproductores de Blu-ray actuales admiten decodificación Dolby TrueHD o transmisión de bits. Sin embargo, desde 2010, Dolby TrueHD ha perdido en forma constante su cuota de mercado de audio sin pérdidas en su competencia con DTS-HD Master Audio.
Dolby TrueHD usa un algoritmo matemático de compresión de señales de audio basado en Meridian Lossless Packing (MLP). MLP también es utilizado por el formato DVD-Audio, sin embargo los detalles de implementación y uso en Dolby TrueHD y el formato MLP Lossless tal como se usa en DVD-Audio son muy diferentes. Un flujo de bits Dolby TrueHD puede transportar hasta 16 canales discretos de audio. El sistema puede gestionar muestreos de hasta 24 bits/muestra y una frecuencia de muestreo de audio de hasta 192 kHz. Al igual que el codec Dolby Digital, el flujo de bits de Dolby TrueHD transporta metadatos de programa. Los metadatos se encuentran separados del formato codificador y de las muestras comprimidas de audio, pero contiene información relevante sobre la forma de onda de audio y permite controlar el proceso de decodificación. Por ejemplo, la normalización del diálogo y la Compresión de audio y el rango dinámico son controladas mediante metadatos integrados en el flujo de bits Dolby TrueHD. Del mismo modo, una transmisión Dolby TrueHD codificada con Dolby Atmos contiene metadatos para extraer y colocar los objetos en posiciones relevantes. Al igual que todos los códecs sin pérdida comprimidos, Dolby TrueHD es un códec con velocidad de bits variable.

## Transporte
Las señales de audio codificadas mediante Dolby TrueHD pueden ser transportada a receptores A/V de tres formas distintas dependiendo de las características del reproductor o receptor:
- Mediante 6 u 8 conectores RCA como señales analógicas de audio (not lossless), using the player's internal decoder and digital-to-analog converter (DAC).
- Mediante una conexión HDMI 1.1 (o mejor) un Linear PCM de 6 u 8 canales, using the player's decoder and the AV receiver's DAC.
- Mediante una conexión HDMI 1.3 (o mejor) as the original Dolby TrueHD bitstream encapsulated in MAT[6] (Metadata-Enhanced Audio Transport) frames, with decoding and DAC both done by the AV receiver.